# Pseudotanais nordenskioldi
Pseudotanais nordenskioldi är en kräftdjursart som beskrevs av Jürgen Sieg 1973. Pseudotanais nordenskioldi ingår i släktet Pseudotanais och familjen Pseudotanaidae. Inga underarter finns listade i Catalogue of Life.